# Samsung Securities Cup 2001
La Samsung Securities Cup 2001 è stato un torneo di tennis facente parte della categoria ATP Challenger Series nell'ambito dell'ATP Challenger Series 2001. Il torneo si è giocato a Seul in Corea del Sud dal 22 al 28 ottobre 2001 su campi in cemento.

## Vincitori

### Singolare
Hyung-Taik Lee ha battuto in finale  Gouichi Motomura con il punteggio di 6–3, 6–4

### Doppio
František Čermák /  Jaroslav Levinský hanno battuto in finale  Yves Allegro /  Marco Chiudinelli con il punteggio di 5–7, 7–6(8), 6–3